# Rothschildiana smiti
Rothschildiana smiti är en loppart som beskrevs av Hamilton Paul Traub 1957. Rothschildiana smiti ingår i släktet Rothschildiana och familjen mullvadsloppor. Inga underarter finns listade i Catalogue of Life.